# François Coustou
François Coustou (zm. ok. 1690) – francuski snycerz. 
Przebywał w Lyonie. Ojciec Nicolasa i Guillaume'a Coustou. Miał również córkę Eléonore, której syn Claude Francin również był rzeźbiarzem. Przez małżeństwo był spokrewniony z Antoine'em Coysevoxem, francuskim rzeźbiarzem.